# Sebastes aleutianus
Sebastes aleutianus is een straalvinnige vis uit het geslacht Sebastes en behoort derhalve tot de orde van schorpioenvisachtigen (Scorpaeniformes). De vis kan maximaal 97 cm lang en 6,7 kilogram zwaar worden. De hoogst geregistreerde leeftijd is 140 jaar, maar andere bronnen geven een extreem hoge leeftijd aan als te verwachten leeftijd van boven de 200 jaar.

## Leefomgeving
Sebastes aleutianus is een zoutwatervis. De vis prefereert een diepwaterklimaat en leeft in het noorden van de Grote Oceaan, meer specifiek langs de kust van Japan tot de Navarin Canyon in de Beringzee (maar niet in de Zee van Ochotsk), bij de Aleoeten en naar het zuiden tot San Diego, Californië, Verenigde Staten.
De diepteverspreiding is 25 tot 900 m onder het wateroppervlak.